# Yunas Geisterhaus
Yunas Geisterhaus (japanisch ゆらぎ荘の幽奈さん Yuragi-sō no Yūna-san) ist eine Shōnen-Manga-Serie von Tadahiro Miura, die seit 2016 erscheint. Eine Adaption als Anime-Fernsehserie läuft seit Juli 2018 unter anderem im deutschsprachigen Raum.

## Handlung
Kogarashi Fuyuzora besitzt schon seit seiner Kindheit die Schwäche, leicht von Geistern besessen zu werden. Nachdem der Geist eines Daytraders von ihm Besitz nahm und ihn in Schulden und Armut stürzte, wurde er obdachlos und wurde Lehrling bei einem starken Medium mit Ziel böser Geister zu vernichten und sein normales Leben zurückzubekommen. Als er einen Mann rettet, bietet dieser ihm an in seiner Pension zu wohnen, in der es spukt, so dass die Miete äußerst gering ist, mit Option darauf mietfrei zu wohnen, wenn er den Spukgeist beseitigt. Kogarashi sagt zu, allerdings stellt sich heraus, dass der Geist (Yūrei) ein hübsches Mädchen namens Yūna Yunohana ist und da seine Art der Geisteraustreibung darin besteht, diese mit einem gezielten Faustschlag zu beseitigen, lässt er diesen Plan schnell fallen. Yūna ist zudem unerwartet kontaktfreudig und freundet sich schnell mit ihm an, da er einer der wenigen Menschen ist, die sie sehen können. Als er sein neues Zimmer bezieht, findet er heraus, dass das angeblich leere Zimmer das von Yūna ist, so dass er von nun an mit ihr zusammenlebt.
Aber auch die anderen Bewohner der Pension sind ungewöhnlich: die Hausverwalterin Chitose Nakai ist eine Zashiki Warashi (guter Hauskobold), Nonko Arahabaki eine Oni (Dämonin), Sagiri Ameno eine Ninja, die Geister bekämpft, und Yaya Fushiguro von einem Nekogami (Katzengott) besessen. Später gesellen sich noch weitere Mitbewohner hinzu wie Sagiris Schwester Hibari, Oboro als Abkömmling eines Drachen und andere Mädchen, die sich durch seine Hilfsbereitschaft zu ihm hingezogen fühlen wie seine Klassenkameradin Chisaki Miyazaki oder die Dai-Tengu Karura Hiōgi.

## Figuren
Kogarashi Fuyuzora (冬空 コガラシ, Fuyuzora Kogarashi)
Kogarashi ist der 15-, dann 16-jährige Protagonist des Werks. Er besitzt das Problem, dass er leicht von den Geistern der Toten besessen werden kann. Einer von diesen war ein erfolgloser Börsenspekulant, der Kogarashi in tiefe Schulden stürzte, so dass er nun durch das Land ziehen muss, um diese mit Gelegenheitsjobs abzubezahlen. Einer von diesen brachte ihn ins Yuragi-sō mit dem Auftrag Yūna zu exorzieren, von dem er jedoch absah, nachdem er sie kennenlernte und dessen günstige Miete ihn dazu brachte sich hier niederzulassen, wobei er in Yūnas Raum einzog, da dies technisch von noch keinem bewohnt ist. Der feste Wohnsitz gibt ihm zwar endlich wieder die Gelegenheit zur Schule zu gehen, allerdings arbeitet er dennoch nebenbei stets in zwei bis drei Nebenjobs. Dennoch ist er stets zur Stelle, wenn Hilfe benötigt wird, was die anderen Bewohner beeindruckt, als auch seine durch die diversen Besitzergreifungen erlernten Fähigkeiten, so wurde er u. a. besessen von einem Meisterkoch, Tischtennistrainer, Zeichner, Bergsteiger, Zauberkünstler, Profieiskunstläufer, die ihn alle fanatisch dazu zwangen diese Fähigkeiten zu meistern. Vor allem aber wurde er von einer mächtigen Exorzistin besessen, die wiederum aus der Linie der ausgestorbenen Familie Yatahagane (八咫鋼) stammte, neben den Yoinozaka (宵ノ坂) und Tenko (天狐) einer der drei mächtigsten Familien der spirituellen Welt, was ihm zu einem fast unbesiegbaren Kämpfer macht, was physischen Kampf angeht. Allerdings ist er sehr anfällig gegenüber Transformationsmagie. Wegen seiner mannigfaltigen Fähigkeiten, seiner Hilfsbereitschaft und seiner verständnisvollen Art haben sich mindestens vier Mädchen in ihn verliebt.
Yūna Yunohana (湯ノ花 幽奈, Yunohana Yūna)
Yūna lebt mit Kogarashi im Raum 204 ist ein Yūrei (Geist) eines verstorbenen 16-jährigen Mädchens. Sie hat langes weißes Haar und rote Augen, sowie ein freundliches, ehrliches und aufmerksames Wesen. Yūna kann sich nicht an ihr früheres Leben erinnern und auch ihren Namen hat sie von Nakai bekommen, wobei Yunohana „Blume der heißen Quelle“ heißt und Yūna das Schriftzeichen für Geist beinhaltet. Als Geist kann sie nicht von normalen Menschen gesehen werden und auf Fotos erscheint sie nur als gruselige schemenhafte Erscheinung. Sie kann jedoch aufgrund ihrer langen Zeit als Geist mit der physischen Welt interagieren, d. h. Dinge anfassen und bewegen, wobei aber auch Dinge nach Belieben durchdringen kann. Obwohl sie ein ortsgebundener Geist (jibakurei) ist, kann sie sich frei bewegen, wenn sie jedoch einschläft kehrt sie automatisch wieder in das Yuragi-sō zurück. Ihr gesamtes Wesen ist jedoch auch für anderen unerklärlich, da üblicherweise nur Verstorbene mit einem tiefen Bedauern über etwas Unerledigtes zu einem Geist werden und nach so langer Zeit wie sie eigentlich zu einem Rachegeist (ikiryō) würden. Es ist lediglich bekannt, dass sie zu Lebzeiten im Rollstuhl saß. Später erlangt sie mit Koyuzus Verwandlungsmagie gelegentlich kurzzeitig die Möglichkeit auf einen physischen Körper. Sie freundet sich mit Chisaki an, und da diese sie nicht sehen kann, kommuniziert sie mit dieser mittels eines Schreibblocks. Beide und Hibari haben einander anvertraut Kogarashi zu lieben und sich geschworen, trotz ihrer Rivalität weiter beste Freundinnen zu sein. Sie selbst hat Kogarashi am Valentinstag aus Versehen ihre Liebe gestanden.
Chitose Nakai (仲居 ちとせ, Nakai Chitose)
Chitose ist eine etwa 1000 Jahre alter (chitose bedeutet anders geschrieben „1000 Jahre“) Zashiki Warashi (guter Hauskobold), die daher trotz ihres Alters wie ein etwa 13-jähriges Mädchen mit Pagenschnitt aussieht – eine Gestalt, die sie ihr ganzes Leben lang haben wird. Sie arbeitet im Yuragi-sō als Wirtin (nakai) bzw. kümmert sich generell um die Verpflegung und Bedürfnisse der Bewohner. Sie hat die Fähigkeit das Glück von anderen zu manipulieren, also beispielsweise jemandem großes Glück oder Pech zu verleihen. Allerdings verursacht dies irgendwann später auch immer eine umgekehrte Gegenreaktion.
Nonko Arahabaki (荒覇吐 呑子, Arahabaki Nonko)
Nonko lebt in Raum 201 und ist eine 23-jährige Oni (Dämon), die sich durch große körperliche Stärke auszeichnet, worauf auch ihr gewalttätig klingender Familienname hinweist. Sie besitzt jedoch einen fröhlichen und optimistischen Charakter. Nonko besitzt ein Mal auf der Stirn, das zu einem Horn wird, wenn sie ihre Oni-Form annimmt. Sie wird dabei umso stärker, je stärker sie alkoholisiert ist – nonko bedeutet in etwa „Trinkerin“. Sie frönt jedoch auch so ausgiebig dem Alkohol, schafft es jedoch trotzdem als erfolgreiche Zeichnerin von Shōjo-Manga zu arbeiten. Einer ihrer Vorfahren war der legendäre Dämon Shuten-dōji und sie ist tatsächlich eine Angehörige der Yoinozaka, einer der drei großen Häuser der japanischen Monsterwelt. Sie sieht Kogarashi als eine Art niedlichen kleinen Bruder und verpflichtet ihn gelegentlich als ihren Zeichenassistenten.
Sagiri Ameno (雨野 狭霧, Ameno Sagiri)
Sagiri wohnt in Raum 202 und ist eine etwa 16 Jahre alte Ninja, worauf auch ihr Vorname hinweist der „dichter Nebel“ bedeutet – Ame-no-sagiri ist zudem ein Kami des Nebels der japanischen Mythologie. Sie gehört zur Gruppe der Chūma Ningun (誅魔忍軍) einem Dorf von Ninja, das sich dem Exorzismus von bösen Geistern und Dämonen verschrieben hat, wobei sie zu den talentiertesten gehört. Mit ihrem langem schwarzem Haar, ihrer vergleichsweise hohen Größe von 1,63 m, ihrer guten Figur und ihrer würdevollen Erscheinung zählt sie mit Chisaki zu den beiden hübschesten Mädchen der Schule. Sie ist eher ernst, zurückhaltend und rein auf ihre Aufgaben fokussiert, so dass sie keine Erfahrung hat mit Dingen, die für Mädchen ihres Alters normal sind. Daher war sie anfangs Kogarashi gegenüber eher ablehnend, taute jedoch langsam für ihn auf und nachdem er ihr öfters bei ihren Missionen half, beginnt sie Gefühle für ihn zu entwickeln, auch wenn sie diese nicht so recht einzuordnen vermag.
Yaya Fushiguro (伏黒 夜々, Fushiguro Yaya)
Yaya wohnt in Raum 203 und ist von einem Nekogami (Katzengott) namens Shiratama (シラタマ) besessen, wobei beide ein enges freundschaftliches Verhältnis miteinander haben. Sie trägt üblicherweise einen Hoodie mit Katzenohren-Kapuze. Da sie von ihm besessen ist, besitzt sie Katzenohren und einen Katzenschwanz, wobei normale Menschen diese nicht sehen können. Yaya legt auch ein katzenartiges Verhalten an den Tag – so schläft sie oft, bevorzugt an hohen, sonnigen Plätzen, und kann Fisch nicht widerstehen. Dies ist nicht unbedingt darauf zurückzuführen, dass sie einen Katzengott in sich beherbergt, sondern Shiratama hat sie gerade wegen ihrer starken Affinität für Katzen auserwählt. Sie zeigt nur wenig Emotionen und ist auch eher direkt in ihrer Art. Sie hat sich schnell mit Kogarashi angefreundet, nachdem er ihr leckeren Fisch zubereitet hat. Sie hat die Fähigkeit sich in eine Cyan-farbige Katze zu verwandeln.
Chisaki Miyazaki (宮崎 千紗希, Miyazaki Chisaki)
Chisaki ist eine Klassenkameradin von Kogarashi. Sie ist attraktiv und wird auch häufig von Modelscouts angesprochen, ist modisch, kann gut kochen, immer freundlich und hilfsbereit und gilt daher als perfektes Mädchen. Gegenüber Männern ist sie jedoch stets auf Hut, da ihre Mutter ihr beibrachte, dass alle Männer Wölfe sind. Nach einem holprigen Start betrachtet sie Kogarashi schnell als guten Freund, nachdem dieser ihr bei ihrem Poltergeist-Problem (Koyuzu) half, und verliebt sich schließlich im Laufe der Zeit in Kogarashi. Sie freundet sich auch schnell insbesondere mit Yuna und Koyuzu an, aber auch den anderen Mädchen im Yuragi-sō.
Koyuzu Shigaraki (信楽 こゆず, Shigaraki Koyuzu)
Koyuzu ist ein etwa 11 Jahre altes Bakedanuki-Mädchen (Marderhund mit spirituellen Kräften). Bei ihrer Art ist es üblich, im Alter von fünf Jahren zu lernen sich mit Hilfe von speziellen Laubblättern in Menschen zu verwandeln, und mit 10 Jahren muss man allein in der Menschenwelt überleben können. Koyuzu ist jedoch schlecht darin sich als Mensch zu tarnen, so dass man dennoch Ohren und Schwanz sieht. Koyuzu ist von großen Brüsten besessen und als sie eines Tages Chisaki sah, die sie daher als ideale Frau sieht, folgte sie ihr nach Hause. Sie zieht zu Nakai, verbringt jedoch oft Zeit mit Chisaki, um ihre Verwandlungsmagie zu perfektionieren. Im Laufe der Zeit lernt sie Yuna für kurze Zeit einen Körper herbeizuzaubern, wobei die Vorbereitungen dafür jedoch sehr aufwändig sind und daher nur gelegentlich zum Einsatz kommen.
Oboro Shintō (神刀 朧, Shintō Oboro)
Oboro trägt kurzes, weißes Haar, eine Tsuba (Schwert-Stichblatt) als Augenklappe, und zudem traditionelle Männerkleidung wie einen Hakama, was ihr ein androgynes Erscheinungsbild gibt. Tatsächlich entstammt sie dem Schwanz des früheren Schwarzen Drachengotts (黒龍神) – das Schriftzeichen für Oboro enthält das Schriftzeichen für Drachen – und ist damit die ältere Halbschwester des jetzigen Anführers des Drachenklans Genshirō Ryūga (龍雅 玄士郎), als dessen Leibwächterin sie fungiert. Dafür kann sie ihre Hände in Götterschwerter (shintō) verwandeln. Als Genshirō Yūna entführt, um sie als Frau zu nehmen, und von Kogarashi besiegt wird, entschließt sie sich seine Kinder haben zu wollen und zieht in Raum 205 ein. Da sie als Kriegerin aufgezogen wurde, ist sie dabei sehr direkt und versucht ständig auf wenig subtile Weise Kogarashi zu verführen, in dem sie sich bei jeder sich bietenden Gelegenheit vor ihm entkleidet, wobei ihr auch ihre übermenschliche Geschwindigkeit hilft. Sie betrachtet Chisaki, die als typisches Mädchen so komplett das Gegenteil von ihr ist, als Lehrmeister (師匠 shishō) in Liebesdingen. Da der Drachenklan in der Abgeschiedenheit einer unterirdischen Höhle lebt, kennt sie viele moderne Dinge nicht.
Hibari Ameno (雨野 雲雀, Ameno Hibari)
Hibari ist Sagiris gleichaltrige Cousine, wohnt in Raum 206 und ist ebenfalls ein Ninja. Sie ist jedoch so genau das Gegenteil von Sagiri mit ihrem sehr jungem Erscheinungsbild – und ihrer kindlichen Ausdrucksweise ihren eigenen Namen statt „ich“ zu verwenden –, ihrem fröhlichen Wesen und ihrer Tollpatschigkeit. Sie eifert daher schon von klein auf Sagiri nach. Hibari ist nach Karura die erste, die Kogarashi bewusst ihre Liebe gesteht.
Karura Hiōgi (緋扇 かるら, Hiōgi Karura)
Karura besitzt langes rotes Haar und goldene Augen. Sie ist, wie ihr Vorname andeutet – Karura ist die japanische Aussprache des Garuda der als ein Vorbild für die Tengu diente – eine Dai-Tengu und Tochter des Tengu-Oberhaupts von Kyoto, wobei sie in Abwesenheit ihres Vaters de facto die Herrschaft über die Tengu und die spirituelle Welt Kyotos ausübt. Als Tengu kann sie fliegen, sich teleportieren und hat als Genie die verlorene Technik des Gedankenlesens wiederentdeckt. Vor zwei Jahren zogen die Yoinozaka und Tenko wegen der Herrschaft über die spirituelle Welt gegeneinander zu Felde, an genau jenem Ort, an dem auch Kogarashis Klassenfahrt stattfand. Als sie sah, wie er allein eigenhändig beiden Seiten so große Schäden zufügte, dass die Schlacht abgesagt werden musste, beeindruckte Karura dies so sehr, dass sie sich in ihn verliebte. Als sie ihn wiederfindet und sieht, wie er mit anderen Mädchen in einem Dach zusammenlebt, entscheidet sie sich, Kogarashi zu entführen und ihn mit einer Art Hirnwäsche zur Heirat zu pressen, wird aber von den Bewohnern des Yuragi-sōs daran gehindert. Sie gesteht Kogarashi als erste bewusst ihre Liebe, die er jedoch mit dem Hinweis, dass beide sich nicht richtig kennen würden, ablehnt, so dass sie sich entscheidet es etwas langsamer angehen zu lassen und anfängt mit ihm zusammen in einem Restaurant zu arbeiten.
Matora Mikogami (巳虎神 マトラ, Mikogama Matora)
Matora ist eine Nue (Chimäre), worauf ihr Nachname hinweist, der „Schlangen-Tiger-Gott“ bedeutet, und die beste Freundin Karuras, die sie respektvoll „Prinzessin“ (ohiisan) nennt. Sie ist hochgewachsen, gebräunt und die stärkste Kämpferin der Tengu von Kyoto, daher kann sie es mit Leichtigkeit mit Sagiri und Hibari aufnehmen. Als sie jedoch von Nonko geschlagen wurde, nimmt sie sich diese als ihr Vorbild. Erpicht mit zu Nonko zu trainieren, assistiert sie ihr daher oft beim Zeichnen.
Harumu Yumesaki (夢咲 春夢, Yumesaki Yumesaki)
Harumu Yumesaki ist Kogarashis und Chisakis Klassenlehrerin. Sie ist 25 Jahre alt, sieht jedoch weit jünger aus und besitzt auch nur eine Körpergröße von 1,60 m. Ihr auffälligstes Merkmal sind, dass ihre Haare ihre Augen verdecken. Der Grund hierfür ist, dass sie eine Halb-Sukkubus ist – auch ihr Name verweist mit der zweifachen Verwendung des Schriftzeichens für Traum darauf – und bei Augenkontakt mit Männern diese davon beeinflusst werden, z. B. sich in sie verlieben, sich ungebührlich verhalten oder das andere Geschlecht kleiderlos wahrnehmen.
Shion Todoroki (轟 紫音, Todoroki Shion)
Shion ist eine Klassenkameradin Yayas und war an der Mittelschule das 13. Oberhaupt der dort operierenden Mädchenbande. Sie sieht daher anfangs wie ein stereotypischer japanischer Delinquent aus samt Gesichtsmaske und überlangem Pompadour. Als sie an Kogarashis Oberschule kommt und dort ihre Vorgängerin Seri wiedererkennt, die jetzt mit der Hilfe ihre Freundin Chisaki wie ein normales Mädchen aussieht, bittet sie auch Chisaki ihr eine modische Generalüberholung zu geben. Aus Dankbarkeit entschließt sie sich Chisaki mit Kogarashi zusammenzubringen.

## Veröffentlichung
Das Werk von Tadahiro Miura erschien vom 8. Februar 2016 (Ausgabe 10/2016) bis 8. Juni 2020 in Shūeishas Manga-Magazin Shūkan Shōnen Jump. Die Einzelkapitel wurden in insgesamt 24 Sammelbänden (Tankōbon) zusammengefasst. Bis November 2017 haben sich die Bände 1,5 Millionen Mal verkauft.
In Deutschland wurde die Serie von Kazé Manga unter dem Titel Yunas Geisterhaus von April 2018 bis Februar 2022 vollständig veröffentlicht. In den USA wurde die Serie von Seven Seas Entertainment lizenziert, die sie als Yuuna and the Haunted Hot Springs als eine der ersten Serien unter ihrem neuen Imprint für Werke für ältere Leser, Ghost Ship, ab Mai 2018 verlegen wollen. Auf Französisch soll das Werk bei Pika Édition erscheinen. 

## Anime
Im November 2017 wurde bekannt, dass Manga eine Anime-Adaption erhalten soll. Animiert wird die Serie von Studio Xebec unter der Regie von Tsuyoshi Nagasawa und dem Charakterdesign von Kyōko Taketani. Die Serie wird seit dem 14. Juli 2018 in Japan auf Tokyo MX, Tochigi TV, Gunma TV, BS11 erstausgestrahlt, sowie mit bis zu drei Tagen Versatz auch auf KBS Kyōto, Sun Television, Gifu Hōsō, Mie TV und AT-X.
Im deutschsprachigen Raum wird die Serie durch Wakanim unter dem Titel Yunas Geisterhaus als Simulcast gestreamt, im englischsprachigen Raum durch Crunchyroll als Yuuna and the Haunted Hot Springs.
Zudem soll der am 4. Juli 2018 erscheinenden limitierten Fassung des 11. Mangabandes eine Blu-ray mit einer Anime-Folge beigelegt werden, die Kapitel 12 verfilmt.
Kazé veröffentlichte Yunas Geisterhaus vom 19. August 2019 bis zum 18. November 2019 in Deutschland auf DVD und Blu-ray Disc. Das erste Volume erschien dabei auch in einer limitierten Fassung mit Sammelschuber.

### Synchronisation
Die deutsche Sprachfassung wurde von der Synchronfirma Hamburger Synchron GmbH angefertigt. Die Synchronregie übernahm Stefan Brönneke.
| Rolle              | japanischer Sprecher (Seiyū) | deutsche Sprecher    |
| ------------------ | ---------------------------- | -------------------- |
| Kogarashi Fuyuzora | Yūki Ono                     | Flemming Stein       |
| Yūna Yunohana      | Miyuri Shimabukuro           | Franziska Trunte     |
| Sagiri Ameno       | Rie Takahashi                | Jannika Jira         |
| Chisaki Miyazaki   | Eri Suzuki                   | Maria Wardzinska     |
| Chitose Nakai      | Sayaka Harada                | Sarah Madeleine Tusk |
| Nonko Arahabaki    | Ai Kakuma                    | Dorothee Sturz       |
| Yaya Fushiguro     | Yui Ogura                    | Linda Fölster        |
| Koyuzu Shigaraki   | Anzu Haruno                  | Florentine Stein     |
| Oboro Shintō       | Mikako Komatsu               | Simona Pahl          |
| Erzählerin         | Yoko Hikasa                  | Anika Bollmann       |

### Musik
Die Serienmusik wurde von Kikuya Tomoki komponiert. Der Vorspanntitel Momoiro Typhoon (桃色タイフーン, Momoiro Taifūn) wird von Luna Haruna gesungen, der Abspanntitel Happen – Kogarashi ni Fukarete (Happen〜木枯らしに吹かれて〜) von Miyuri Shimabukuro, Eri Suzuki und Rie Takahashi in ihren jeweiligen Rollen.

## Kontroverse
Die Serie löste mit ihrer sexualisierten Darstellung der weiblichen Figuren in einem an Jungen (Shōnen) gerichtetem Magazin in Japan eine Kontroverse aus. Insbesondere Ausgabe 31 der Shōnen Jump in dem die Umfrageergebnisse zu den beliebtesten Figuren der Serie aufgeführt wurden und die weiblichen Figuren fast nackt und mit peinlich-frustrierter Mimik gezeigt wurden. Die Rechtsanwältin Keiko Ōta ruf zu einem Boykott des Magazins auf und die Professorin für Gender Studies Kazue Muta äußerte, dass Kinder so von klein an lernen, dass es normal sei Frauen sexuell zu objektivieren, deren Proteste zu ignorieren um dann Geschlechtsverkehr zu haben.
Im Gegensatz dazu zeigte sich der Rechtsanwalt Yamato Satō besorgt, dass dies zu einer Zensur führen könne. Die Künstlerin Megumi Igarashi äußerte, dass der Wunsch von Eltern ihre Kinder von erotischen Büchern und Zeitschriften fernzuhalten, um deren Unschuld zu bewahren, eher Ausdruck des Egos der Eltern sei und eine bessere Sexualerziehung mehr helfen würde. Der Manga-Zeichner Tatsuya Egawa hielt ein Verbot für „idiotisch“, als auch das Yuragi-sō no Yūna-san weitaus zahmer als Gō Nagais Harenchi Gakuen sei, das 1968 im selben Magazin erschien. Er betonte, dass es statt Verbote wichtiger sei, dass Kinder eigenständiges Denken lernen.
Der Anwalt Yoshitaka Miura betonte, dass die Serie lediglich das in Shōnen-Werken häufiger anzutreffende Motiv eines lucky sukebe (ラッキースケベ rakkī sukebe, deutsch ‚glücklicher Unanständiger‘) bemühe, also einer meist männlichen Figur die aus Versehen eine weibliche Figur beispielsweise an der Brust berühre oder in ihrer Unterwäsche sehe. Ein derartiger Vorfall stelle wohl kaum sexuelle Belästigung oder gar sexuelle Gewalt dar, zumal im hier vorliegenden Fall eine der weiblichen Figuren selbst für die Nacktheit der anderen verantwortlich war.